# Rue Jules-Verne (Toulouse)
Pour les articles homonymes, voir Rue Jules-Verne.
La rue Jules-Verne est une voie publique de Toulouse, chef-lieu de la région Occitanie, dans le Midi de la France. Elle traverse le quartier de Fondeyre dans le secteur 3 - Nord.

## Situation et accès

### Voies rencontrées
La rue Jules-Verne rencontre les voies suivantes, dans l'ordre des numéros croissants (« g » indique que la rue se situe à gauche, « d » à droite) :
1. Boulevard Silvio-Trentin
2. Rue Arthur-Honegger (g)
3. Rue Jean-Tallien (d)
4. Rue Auguste-Rateau (d)
5. Rue Émile-Barrière (d)
6. Rue Bernard-Délicieux (g)
7. Rue Jean-Nicot (d)
8. Rue René-Fonquerne (d)
9. Rue de Fenouillet

### Transports
La rue Jules-Verne est parcourue et desservie par les deux lignes de bus 41110. Au sud, sur le boulevard Silvio-Trentin, circule également la ligne de bus 15.
Il existe une station de vélos en libre-service VélôToulouse à l'entrée de la rue : la station no 270 (face 40 bd Silvio-Trentin).

## Odonymie
La rue porte le nom de Jules Verne (1828-1905), écrivain à succès, auteur de romans d'aventure. Il est l'auteur de langue française le plus traduit dans le monde.
C'est en 1935, sous la mandature d'Antoine Ellen-Prévot, que la rue prit son nom actuel. Elle était connue jusque-là, et depuis le XVIIe siècle au moins, comme le chemin de Gramat. Il lui venait d'un domaine rural qui se trouvait au bout du chemin, au carrefour du chemin de Fenouillet (emplacement de l'actuel no 60 rue de Fenouillet). 

## Patrimoine et lieux d'intérêt

### Immeubles et maisons
- no  54-66 : cité des Castors-Tabacs. 
La cité des Castors-Tabacs est construite entre 1957 et 1963. Elle s'inscrit dans le mouvement d'autoconstruction coopérative promu par l'association des Castors toulousains, porté ici par des ouvriers de la manufacture des tabacs de Toulouse. L'ensemble se compose de 45 maisons (individuelles ou jumelées) et un immeuble de 16 logements, répartis entre les rues Jules-Verne, René-Fonquerne et Jean-Nicot. Le projet en est confié à l'architecte Marcel Barette[3].

- no  65 : maison (deuxième quart du XXe siècle)[4].